# Järve (Tallinn)
Järve is een subdistrict of wijk (Estisch: asum) binnen het stadsdistrict Kristiine in Tallinn, de hoofdstad van Estland. De wijk telde 2.880 inwoners op 1 januari 2020. De wijk grenst in het noorden aan de wijk Tondi, in het oosten aan de wijk Ülemistejärve, in het zuiden aan de wijk Rahumäe en in het westen aan de wijk Mustamäe.

## Geschiedenis

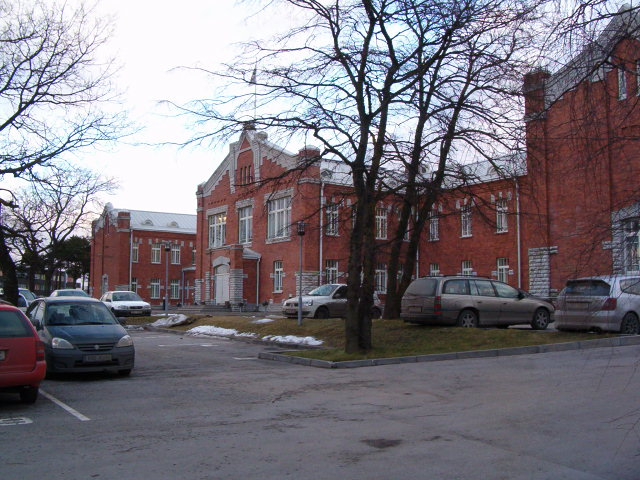
Voormalige kazerne. Tegenwoordig zit hier de Estische vestiging van het beveiligingsbedrijf G4S

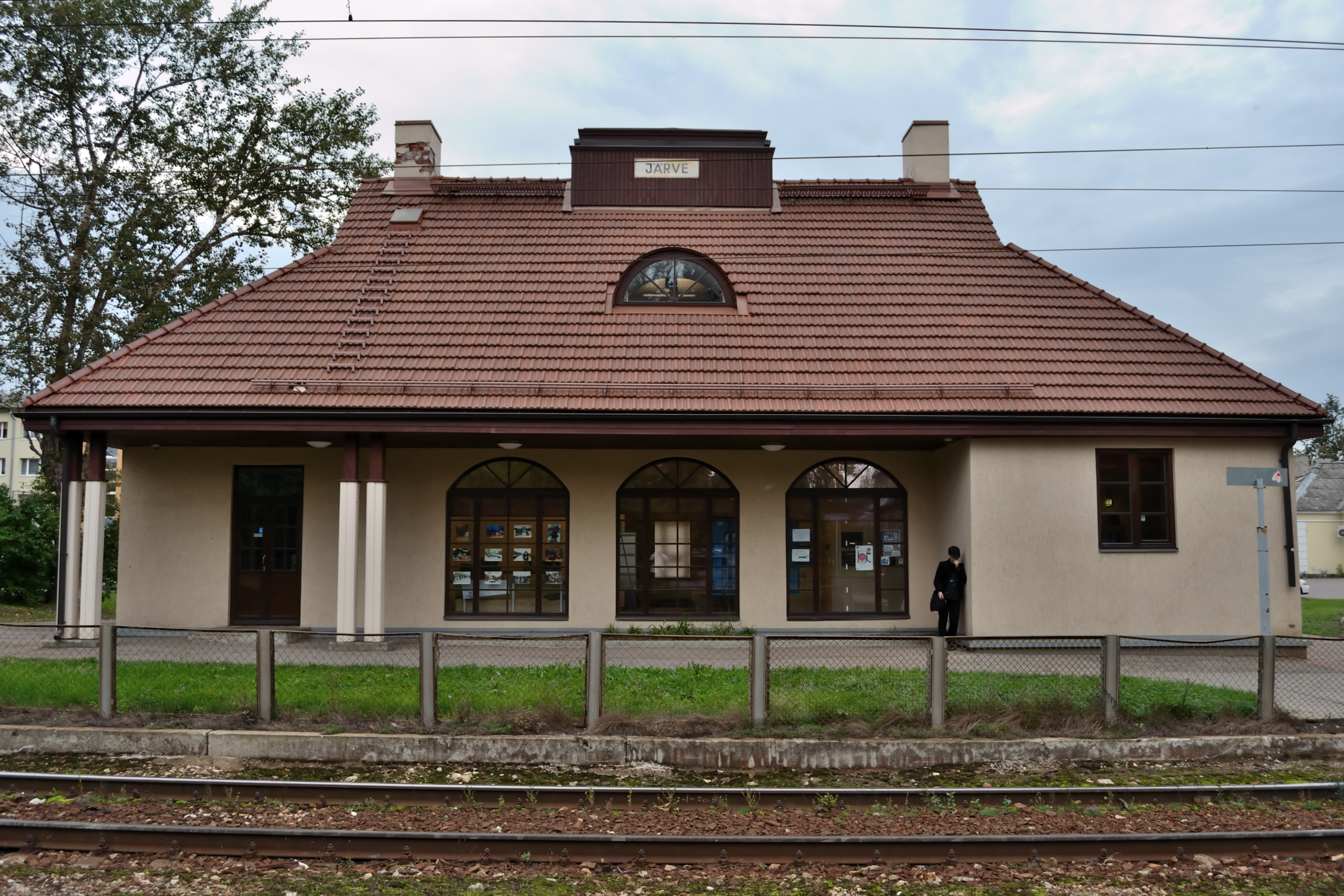
Het vroegere stationsgebouw van Järve, dat nu in gebruik is als jeugdcentrum

De naam Järve is misschien afgeleid van een inmiddels verdwenen landgoed met de naam Erbe (ook wel Hermansberg genoemd), maar de wijk kan ook simpelweg vernoemd zijn naar het nabijgelegen Ülemistemeer. Järv betekent ‘meer’.
Op het eind van de 19e eeuw lag Järve aan de rand van Tallinn. Toen kochten een paar industriële ondernemingen daar grond en zetten er fabrieken neer. Een belangrijke fabriek was Silikaat van O. Amberg, die silicaathoudende gesteenten bewerkte tot bouwmaterialen. Na de Sovjetbezetting van 1940 werden alle industrieën genationaliseerd. Na 1945 was een groot deel van de wijk militair terrein. De staf van een onderdeel van de grenstroepen was hier gevestigd. Järve deelde met de wijk Tondi de staf van een divisie tirailleurs.
Sinds het herstel van de Estische onafhankelijkheid in 1991 hebben zich weer industrieën en handelsondernemingen in de wijk gevestigd. Silikaat bestaat ook nog steeds, maar de fabriek ligt nu op het grondgebied van de wijk Rahumäe. Daar ligt ook het winkelcentrum Järve Keskus, hoewel de naam anders doet vermoeden.
De wijk heeft ook een ziekenhuis, Järve haigla.

## Vervoer
De wijk wordt begrensd door de wegen A. H. Tammsaare tee in het noorden, Pärnu maantee in het oosten en Retke tee in het westen. In het zuiden is de grens minder duidelijk.
Sinds 1923 heeft Järve een halte aan de lijn spoorlijn Tallinn-Paldiski. Het huidige stationsgebouw in jugendstil dateert van 1926 en is ontworpen door de architect Karl Burman (1882-1965). In 1999 werd het een monument en sinds 2008 is het in gebruik als jeugdcentrum. Het station zelf is nog steeds als zodanig in gebruik en wordt bediend door Elron.
Järve wordt ook bediend door een aantal buslijnen.